# جون وول (قاضي)
جون وول (بالإنجليزية: John Wall)‏ هو قاضي بريطاني، ولد في 4 يونيو 1930 في لندن في المملكة المتحدة، وتوفي في 1 ديسمبر 2008.